# Турция на «Евровидении-2010»
Турцию на конкурсе Евровидение-2010, который проходил в Осло представила группа MaNga. Песня, которая представляла Турцию, называется We Could Be The Same.

## Выбор участника
Сразу после конкурса 2009 года в Москве турецкие СМИ начали называть претендентов на участие в конкурсе следующего года. Основными кандидатами считались: Таркан, Назан Ончел, Зийнет Сали, Ажда Пеккан (участница конкурса Евровидение-1980), Шебнем Ферах, Дениз Арчак, Сибел Тюзюн (участник конкурса Евровидение-2006), Хадисе (участница конкурса Евровидение-2009) и группа maNga (победители "Best European Act" и "Best Turkish Act" на премии MTV Europe Music Awards 2009). По мнению СМИ maNga считались главными претендентами, но группа отрицала связи с TRT, сказав, что если предложение поехать на конкурс поступит, они его примут.
В декабре 2009 года TRT объявили, что проведут опрос, в котором общественность может предложить имена для участия в конкурсе Евровидение-2010. По результатам опроса TRT выбирали из трех основных фаворитов: Шебнем Ферах, maNga и Эмре Айдын. Шебнем Ферах отказался ехать на конкурс, заявив, что Евровидение уже не музыкальный конкурс. Эмре Айдын также отказался участвовать в конкурсе 2010 года.
7 января было объявлено, что TRT достигла предварительного соглашения с maNga, а 12 января TRT подтвердил, что группа maNga будет представлять Турцию на конкурсе Евровидение-2010, который пройдёт в Осло в мае. Песня We Could Be The Same, с которой группа представила страну на конкурсе, была представлена 3 марта 2010 года.

## Евровидение
По результатам жеребьёвки, Турция участвовала во втором полуфинале по номером 17, который состоялся 27 мая. Группа maNga исполнила песню We Could Be The Same, получив 118 очков, заняла 1 место и прошла в финал.
Финал конкурса состоялся 29 мая. MaNga выступили под 14-м номером и заняли второе место, уступив лишь немецкой исполнительнице Лене Майер-Ландрут. В финале Турция получила 170 очков.

### Второй полуфинал

#### Баллы, отданные Турцией
| 12 очков | Азербайджан |
| 10 очков | Грузия      |
| 8 очков  | Румыния     |
| 7 очков  | Болгария    |
| 6 очков  | Дания       |
| 5 очков  | Нидерланды  |
| 4 очков  | Армения     |
| 3 очков  | Украина     |
| 2 очков  | Швеция      |
| 1 очков  | Ирландия    |

#### Баллы, полученные Турцией
| 12 очков | Азербайджан Болгария                             |
| 10 очков | Дания Швеция Украина                             |
| 8 очков  | Хорватия Ирландия Литва Швейцария Великобритания |
| 7 очков  | Румыния Нидерланды                               |
| 6 очков  | Грузия                                           |
| 5 очков  |                                                  |
| 4 очков  |                                                  |
| 3 очков  | Словения                                         |
| 2 очков  |                                                  |
| 1 очков  | Норвегия                                         |

### Финал

#### Баллы, отданные Турцией
| 12 очков | Азербайджан          |
| 10 очков | Германия             |
| 8 очков  | Босния и Герцеговина |
| 7 очков  | Албания              |
| 6 очков  | Армения              |
| 5 очков  | Грузия               |
| 4 очков  | Россия               |
| 3 очков  | Греция               |
| 2 очков  | Румыния              |
| 1 очков  | Украина              |

#### Баллы, полученные Турцией
| 12 очков | Азербайджан Хорватия Франция                                    |
| 10 очков | Босния и Герцеговина Болгария Германия Македония Великобритания |
| 8 очков  | Албания Нидерланды Румыния Украина                              |
| 7 очков  |                                                                 |
| 6 очков  | Бельгия Дания Эстония                                           |
| 5 очков  | Грузия Швеция                                                   |
| 4 очков  | Литва                                                           |
| 3 очков  | Белоруссия Финляндия Сербия Испания Швейцария                   |
| 2 очков  | Норвегия Словения                                               |
| 1 очков  | Ирландия                                                        |